# أنديرس أريكسون (لاعب هوكي الجليد)
أنديرس أريكسون (بالسويدية: Anders Eriksson)‏ هو لاعب هوكي الجليد سويدي، ولد في 9 يناير 1975 في Bollnäs ‏ في السويد.

## وصلات خارجية
- أندرس أريكسون على موقع دوري الهوكي الوطني (الإنجليزية)
- أندرس أريكسون على موقع قاعة مشاهير الهوكي (لاعب أن.إتش.أل) (الإنجليزية)
- أندرس أريكسون على موقع EliteProspects.com (الإنجليزية)
- أندرس أريكسون على موقع Eurohockey.com (الإنجليزية)
- أندرس أريكسون على موقع HockeyDB.com (الإنجليزية)
- أندرس أريكسون على موقع Hockey-Reference.com (الإنجليزية)